# 聖堂
聖堂（せいどう、Shrine）は、宗教施設の一つである。

## 東アジア文化圏における聖堂
聖堂（せいどう）とは、聖人、君子を祭った祭礼の場、祠、廟である。中国では、聖人と称えうる政治家、軍人、為政者なども廟に祭られる。孔子廟、関帝廟など。国内では、横浜や神戸、長崎の中華街にも見られる。また、日本文化の中での重要な聖堂としては、湯島聖堂がある。

## キリスト教の聖堂

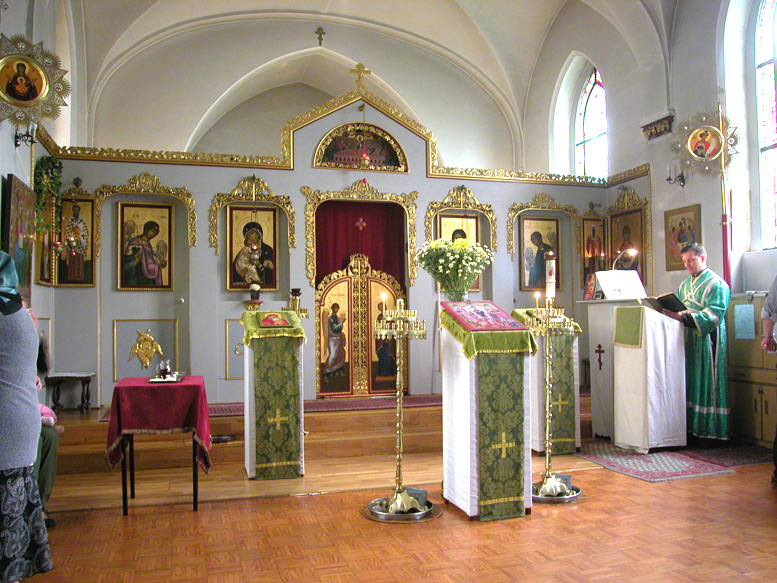
正教の聖堂の内部の例（デュッセルドルフの生神女庇護教会、2009年）。緑色の布を掛けた3つの台（アナロイ）にイコンが置かれている。イコノスタシスの向こう側に至聖所がある。右奥の祭服を着た人物は副輔祭。正教会の聖堂の内観は、西方教会のそれとは大きく異なっている。

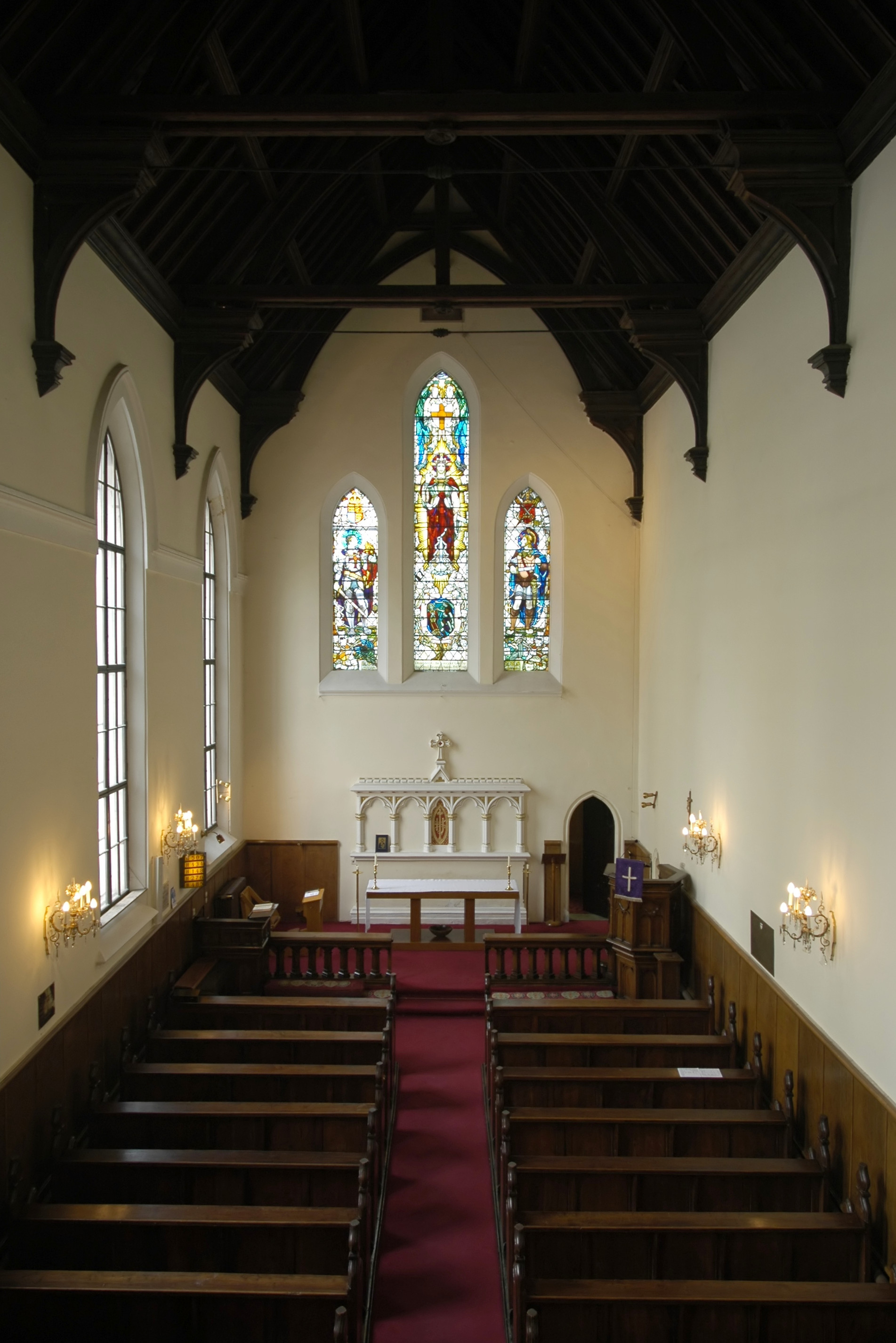
ウィーンのキリスト教会。西方教会の聖堂の典型的な内観。

転じて、聖堂（せいどう）はキリスト教での礼拝施設の名称で、ミサ・聖体礼儀や種々の典礼儀式が行われる建物のこと。特定の信徒共同体（教会）の拠点として用いられる点で、個人宅や施設に付属し信仰共同体とつながりのない礼拝堂とは区別される。カトリック、正教会、聖公会などの教派でこの名称を用い、プロテスタント教派では相当する施設を教会堂等と呼ぶことが多い。
カトリックでは、地方の教会（教区）の中心で教区を治める司教が司式するための着座椅子（司教座）が置かれる聖堂を司教座聖堂という。同様に正教会・聖公会では主教が司式するための着座椅子が置かれる聖堂を主教座聖堂という。カトリック・聖公会では、司教座聖堂・主教座聖堂は大聖堂とも呼ばれる。
ある建築を聖堂として使うためには、多く特別の儀式を要する。これを献堂式、聖堂成聖式などという。
日本のカトリック信徒は、会話の中で半ば指示代名詞的に特定される（現在話題の）聖堂のことを「御御堂（おみどう）」と呼ぶことも多いが、これはあくまでも話し言葉に限られる通称のようなもので近年は本来の「聖堂」と呼ぶこともある。他教派ではカトリックの聖堂を指してはこの用法に準拠するが、自派の施設には適用しない。
信徒共同体を本来意味する「教会」の語も、俗には、聖堂を指すものとしてしばしば用いられる。
しばしば聖堂は聖書中の事件・聖人などを記憶（記念）し、捧げられる。たとえば「サン・ピエトロ大聖堂」は使徒ペトロを記憶する。「復活大聖堂」はキリストの復活を記憶する。聖人崇敬を行う教派にあっては、聖堂が捧げられた聖人はその堂の守護聖人となる。そしてその聖人（出来事を記憶する場合はその出来事のための記憶日）の記憶のための祭が、その堂の堂祭となる。
東方教会においては、聖堂は必ず東を向いて建てられる。この制限は最初西方でも尊ばれていたが、その後あまり省みられなくなった。
大規模な聖堂には、複数の礼拝施設を内部ないし外部付属設備としてもつものがある。これを「小聖堂」や「（小）礼拝堂」といい、聖堂本体を使うほど規模の大きくない礼拝などに用いられる。
多くの聖堂には、礼拝用空間に隣接または近接して事務所や信徒の集会施設、司祭の居住施設が設けられる。納骨堂が設けられることもある。日本には多くないが、墓地が付属することもある。